# Пам'ятник Олександрі Деревській
Пам'ятник Олександрі Деревській в Ромнах — пам'ятник матері-героїні Олександрі Деревській, яка всиновила близько 48 дітей.
Пам'ятник встановлений на вул. Монастирська, 57 у 1982 році. Скульптор А. Сипко, архітектор В. Міненко.

## Опис
Олександра Аврамівна зображена в спокійній позі, в накинутій на плечі хустці. Скульптура установлена на високому постаменті, на фоні гранітної стели.